# Ножка Віталій Миколайович
Віталій Миколайович Ножка — сержант Збройних Сил України, учасник російсько-української війни, що загинув у ході російського вторгнення в Україну в 2022 році.

## Життєпис
Віталій Ножка народився 12 листопада 1971 року. Він жив та працював у Кривому Розі на Дніпропетровщині. З 1995 року працював слюсарем-ремонтником (бригадиром) у коксовому цеху № 1 коксохімічного виробництва «АрселорМіттал Кривий Ріг». З початком повномасштабного російського вторгнення в Україну його мобілізували до лав ЗСУ 26 лютого 2022 року. На фронті Віталій Ножка ремонтував військову техніку, у складі 17-ї окремої Криворізької танкової бригади ім. Костянтина Пестушка брав участь у бойових діях на Луганщині. Загинув 11 квітня 2022 року під селищем Попасна Сєвєродонецького району Луганської області. Чин прощання із загиблим відбувся 17 квітня 2022 року в будинку, де він мешкав. Поховали Віталія Ножку на Алеї слави Центрального кладовища у Кривому Розі.

## Родина
У загиблого залишилися дружина та четверо дітей (троє доньок та син).

## Нагороди
- Орден «За мужність» III ступеня (2022, посмертно) — за особисту мужність і самовіддані дії, виявлені у захисті державного суверенітету та територіальної цілісності України, вірність військовій присязі[4].